# Let's Go Native
Pour plus de détails, voir Fiche technique et Distribution.
Let's Go Native  est un film américain de Leo McCarey, sorti en 1930.

## Fiche technique
- Titre original : Let's Go Native
- Réalisation : Leo McCarey
- Scénario : Percy Heath et George Marion Jr.
- Photographie : Victor Milner
- Son : Harry D. Mills
- Producteurs : Leo McCarey et Adolph Zukor
- Société de production : Paramount Pictures
- Société de distribution : Paramount Pictures
- Pays de production :  États-Unis
- Genre : Film musical
- Langue : Anglais
- Format : 1.20 : 1, 35mm, noir et blanc
- Durée :  77 minutes
- Date de sortie : 16 août 1930

## Distribution
- Jack Oakie : Voltaire McGinnis
- Jeanette MacDonald : Joan Wood
- Richard 'Skeets' Gallagher : Jerry, King of the Island
- James Hall : Wally Wendell
- William Austin : Basil Pistol
- Kay Francis : Constance Cook
- David Newell : Chief Officer Williams
- Charles Sellon : Wallace Wendell Sr.
- Eugene Pallette : Deputy Sheriff 'Careful' Cuthbert

Parmi la distribution non créditée :
- Harry Bernard : un déménageur
- Charlie Hall : un déménageur